# Radio 105 TV
Radio 105 TV è un canale televisivo italiano che trasmette prevalentemente i programmi dell'omonima radio in simulcast radio-tv, disponibile sul digitale terrestre e in streaming sul sito internet di Radio 105.

## Storia
Radio 105 TV, assieme a Radio Monte Carlo TV, è nata nel 2011 da SingSingMusic (gruppo Finelco) unicamente in streaming sul sito fino al 23 dicembre 2019, quando ha iniziato le trasmissioni sul canale 157 del digitale terrestre sostituendo Virgin Radio TV.
Fino al 29 marzo 2020, il canale trasmetteva esclusivamente video musicali a rotazione.
Dal 30 marzo 2020 va in onda 105 Take Away, il primo programma del canale televisivo, trasmesso in simulcast radio-televisione dal lunedì al venerdì dalle 12:00 alle 13:00.
Dal 22 giugno 2020 va in onda 105 Mi Casa, il secondo programma del canale televisivo, trasmesso in simulcast radio-televisione dal lunedì al venerdì dalle 20:00 alle 21:00.
Da settembre 2021, dal lunedì al venerdì dalle 07:00 alle 10:00, va in onda Tutto Esaurito, il terzo programma del canale televisivo in simulcast con la radio affiliata; a differenza di 105 Take Away e 105 Mi Casa, il programma di Marco Galli è andato in onda con solo l'audio della diretta e delle grafiche del programma fino a settembre; ad oggi va regolarmente in onda con delle telecamere in studio e quindi come tutti gli altri programmi trasmessi sul canale.
Dal 4 ottobre 2021 al 2023, dal lunedì al venerdì dalle 18:00 alle 20:00, andava in onda 105 Kaos, il quarto programma del canale televisivo, in simulcast radio-tv.
Dal 25 ottobre 2021 dalle 23:00 a mezzanotte va in onda Lo Zoo di 105 in versione best of, in video: rispetto agli altri programmi, Lo Zoo di 105 non è in simulcast radio-tv, perché la sua radio trasmette dal lunedì al venerdì dalle 22:00 a mezzanotte (dalle 21:00 alle 23:00 oggi) 105 Night Express. 
Il 17 gennaio 2022 il canale si è spostato sulla LCN 66.
Dal 1º marzo 2022 dal lunedì al venerdì dalle 13 alle 14 va in onda 13 pm, il quinto programma del canale televisivo, in simulcast radio-tv.
Dal 15 marzo 2022 dal lunedì al venerdì dalle 10:00 alle 12:00 va in onda 105 Friends, il sesto programma del canale televisivo, in simulcast radio-tv.
Dal 21 marzo 2022 dal lunedì al venerdì dalle 16:00 alle 18:00 va in onda 105 Music & Cars, il settimo programma del canale televisivo, in simulcast radio-tv.
Dal 23 aprile 2022 va in onda il sabato e la domenica dalle 09:00 alle 12:00 Tutto bene a 105, l'ottavo programma del canale televisivo e anche il primo programma del weekend, in simulcast radio tv.
Dal 3 giugno 2022 va in onda il sabato dalle 12:00 alle 14:00 13 pm fuori orario, il nono programma del canale e il secondo programma del weekend in simulcast radio-tv.
Dal 2 luglio 2022 va in onda il sabato e la domenica dalle 19:00 alle 21:00 (dalle 18:00 alle 20:00 ad oggi) 105 Open Club, il decimo programma del canale televisivo e il terzo programma del weekend in simulcast radio-tv. 
Dal 3 luglio 2022 va in onda la domenica dalle 12:00 alle 14:00 (il sabato e la domenica dalle 17:00 alle 20:00 oggi) 105 Village, l'undicesimo programma in onda e il quarto programma del weekend in simulcast radio-tv.
Dal 22 luglio all'11 settembre 2022 Lo Zoo di 105 non viene più mandato in onda, a causa dell'inizio della stagione estiva di Radio 105. 
Il giorno dopo dal 23 luglio al 9 settembre 2022 105 Open Club non viene più mandato in onda, essendo rimpiazzato in radio da 105 Summer dal Parco Gondar. 
Dal 25 al 30 luglio 2022 105 Village viene anche mandato dal lunedì al venerdì dalle 14:00 alle 16:00, rimpiazzando in radio, Lo Zoo di 105.
Dal 1º agosto al 4 settembre 2022, con la stagione estiva di Radio 105, ritorna come avveniva da fine 2019 a fine marzo 2020, quindi per tutta l'estate trasmette solo videoclip musicali a rotazione.
Dal 5 settembre 2022, con la nuova stagione di Radio 105, tutti i programmi ritornano in simulcast radio-tv, tranne Lo Zoo di 105.
Dal 12 settembre 2022 ritorna dalle 23:00 a mezzanotte Lo Zoo di 105.
Dal 2 ottobre 2022 va in onda la domenica dalle 14:00 alle 15:00 (dalle 12:00 alle 14:00 ad oggi) 105 Loves Music (condotto da Mariasole Pollio), il dodicesimo programma e il quinto programma del weekend in onda in simulcast radio-tv.
Dal 10 al 14 ottobre 2022 dal lunedì al venerdì dalle 14 alle 16 Lo Zoo di 105 in radio viene sostituito da 105 Open Club, già in onda il sabato e la domenica dalle 19 alle 21.
Dal 17 ottobre 2022 ritorna dalle 23:00 a mezzanotte Lo Zoo di 105.
Il 31 ottobre e il 1º novembre 2022 i programmi del weekend vengono mandati in giorni che non sono il sabato e la domenica.
Dal 2 novembre 2022 va in onda 105 Night Express, il tredicesimo programma in simulcast radio-tv, che in radio cambia sigla, grafica e orario dalle 21:00 alle 23:00, (precedentemente dalle 22:00 a mezzanotte) facendo rislittare BSMNT 105 dalle 23:00 a mezzanotte (precedentemente dalle 21:00 alle 22:00) in radio.
Nello stesso giorno tutti gli altri programmi vengono mandati con le rispettive messe in onda.
Dal 21 dicembre 2022, in contemporanea con le radio Mediaset, il canale passa in alta definizione e dal 17 gennaio 2023 anche in streaming su Mediaset Infinity.
Dal 4 marzo 2023 va in onda il sabato e la domenica dalle 15:00 alle 17:00 Jake Hit Up! (condotto da Jake La Furia), il quattordicesimo programma e il sesto programma del weekend in simulcast radio-tv.
Ora trasmette in simulcast radio-tv dalle 07:00 alle 14:00 e dalle 16:00 alle 23:00 (fino alle 00:00 con Lo Zoo di 105 non in simulcast) e nel weekend dalle 06:00 alle 20:00 (fino alle 20:30 con Biz anch'esso non in simulcast).